# Gas venenoso en la Primera Guerra Mundial

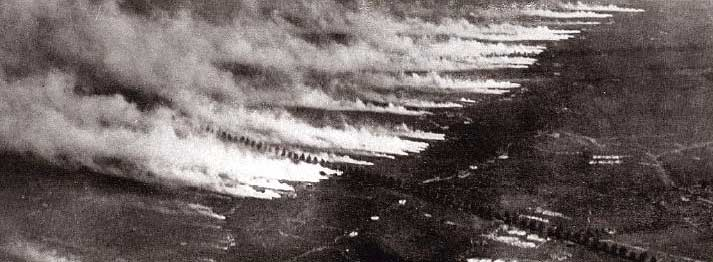
Un ataque con gas venenoso usando cilindros de gas durante la Primera Guerra Mundial.

Los gases venenosos en la Primera Guerra Mundial fueron el conjunto de fluidos tóxicos empleados en dicho conflicto bélico. Su uso fue una importante innovación militar. Los gases utilizados iban desde el gas lacrimógeno a agentes incapacitantes como el gas mostaza y agentes letales como el fosgeno. Esta guerra química fue uno de los principales elementos de la primera guerra global y también de la primera guerra total del siglo XX.
La capacidad letal del gas era limitada —solo el 3 % de las muertes en combate fueron debidas al gas—, pero la proporción de bajas no letales fue alta, llegando el gas a ser uno de los factores más temidos entre los soldados. 
Al contrario que la mayoría de las armas de la época, fue posible desarrollar contramedidas efectivas para el gas. De ahí que en las fases finales de la guerra, aunque el uso del gas aumentó, en muchos casos su efectividad disminuyó. Debido al uso generalizado de la guerra química, además de los importantes avances en la fabricación de explosivos de alto poder, a veces se ha calificado a la Primera Guerra Mundial como "la guerra de los gases".

## Historia de los gases durante elsigloXX

### 1914, gas lacrimógeno
Los primeros usos de agentes químicos como armas fueron en forma de irritante lacrimógeno, en lugar de venenos letales o incapacitantes. Aunque generalmente se cree que los gases se utilizaron por primera vez en la Primera Guerra Mundial, hay informaciones de que los espartanos utilizaron gas sulfuroso en el siglo V a. C.
Durante la Primera Guerra Mundial, los franceses fueron los primeros en emplear gas, utilizando granadas de mano rellenas de gas lacrimógeno (bromuro de xililo) en agosto de 1914. Alemania respondió con la misma moneda en octubre de 1914, disparando obuses de fragmentación llenos de agentes químicos irritantes contra las posiciones francesas en Neuve Chapelle, aunque la concentración lograda era tan pequeña que apenas se percibió.

### 1915, uso a gran escala y gases letales
Alemania fue la primera en hacer uso a gran escala del gas como arma. El 31 de enero de 1915, se dispararon 18 000 obuses llenos de bromuro de xililo líquido (conocido como T-Stoff) sobre las posiciones rusas en el río Rawka, al oeste de Varsovia, durante la Batalla de Bolimov. En lugar de vaporizarse, el producto se congeló, fallando estrepitosamente.
El gas cloro fue el primer agente letal que se empleó. El conglomerado de empresas químicas IG Farben producía cloro como subproducto de la fabricación de tintes. En cooperación con Fritz Haber, del Kaiser Wilhelm Institute de Química de Berlín, empezaron a desarrollar métodos para descargar cloro gaseoso contra las trincheras enemigas. El 22 de abril de 1915, el ejército alemán tenía 160 toneladas de cloro repartidas en 5730 cilindros frente a Langemark, al norte de Ypres, (Bélgica). A las 17:00, con una ligera brisa del este, liberaron el gas, formando una nube verde grisácea que se desplazó hasta las posiciones de las tropas coloniales francesas, las que abandonaron sus trincheras creando una franja vacía de 7 km en las líneas aliadas. Sin embargo, la infantería alemana también temió el contacto con el gas, además de carecer de refuerzos, de manera que no consiguieron aprovechar la retirada enemiga antes de que llegaran refuerzos canadienses y británicos.
En lo que acabaría convirtiéndose en la Segunda Batalla de Ypres, los alemanes utilizaron gas en tres ocasiones más; el 24 de abril contra la Primera División de Infantería de Canadá, el 2 de mayo cerca de Mouse Trap Farm y el 5 de mayo contra los británicos en la Colina 60. A esas alturas ya existían defensas contra el gas; la British Official History afirmaba que en la Colina 60:
"murieron 90 hombres por envenenamiento por gas en las trincheras; de los 207 trasladados a las salas de vendaje, 46 murieron casi de inmediato y 12 tras largo sufrimiento."
El cloro era ineficiente como arma. Producía una nube verdosa claramente visible y un fuerte olor, facilitando su detección. Era soluble en agua, de manera que el sencillo recurso de cubrir la boca y la nariz con un paño húmedo, servía para reducir el impacto del gas. Se pensaba que era más efectivo usar orina en lugar de agua, ya que el amonio neutralizaría el cloro, pero no se sabía que el amonio y el cloro pueden producir gases tóxicos peligrosos. Se necesitaba una concentración de cloro de 1000 partes por millón para que fuera letal destruyendo el tejido de los pulmones. A pesar de sus limitaciones, el cloro fue un arma de disuasión muy efectiva, y la visión de una nube de gas aproximándose era una fuente continua de miedo entre la infantería.

### Ataques con gas británicos
Los británicos expresaron su indignación ante el uso alemán de gas venenoso en Ypres, pero respondieron desarrollando su propia habilidad para la guerra química. El comandante del British II Corps, el teniente general Ferguson, dijo acerca del gas:

Es una forma cobarde de hacer la guerra que ni yo ni ningún soldado inglés aprobamos. No podemos ganar esta guerra a menos que matemos o incapacitemos a más enemigos que ellos con nosotros, y si esto solo se puede conseguir copiando al enemigo en su elección de las armas, no debemos rehusar hacerlo.

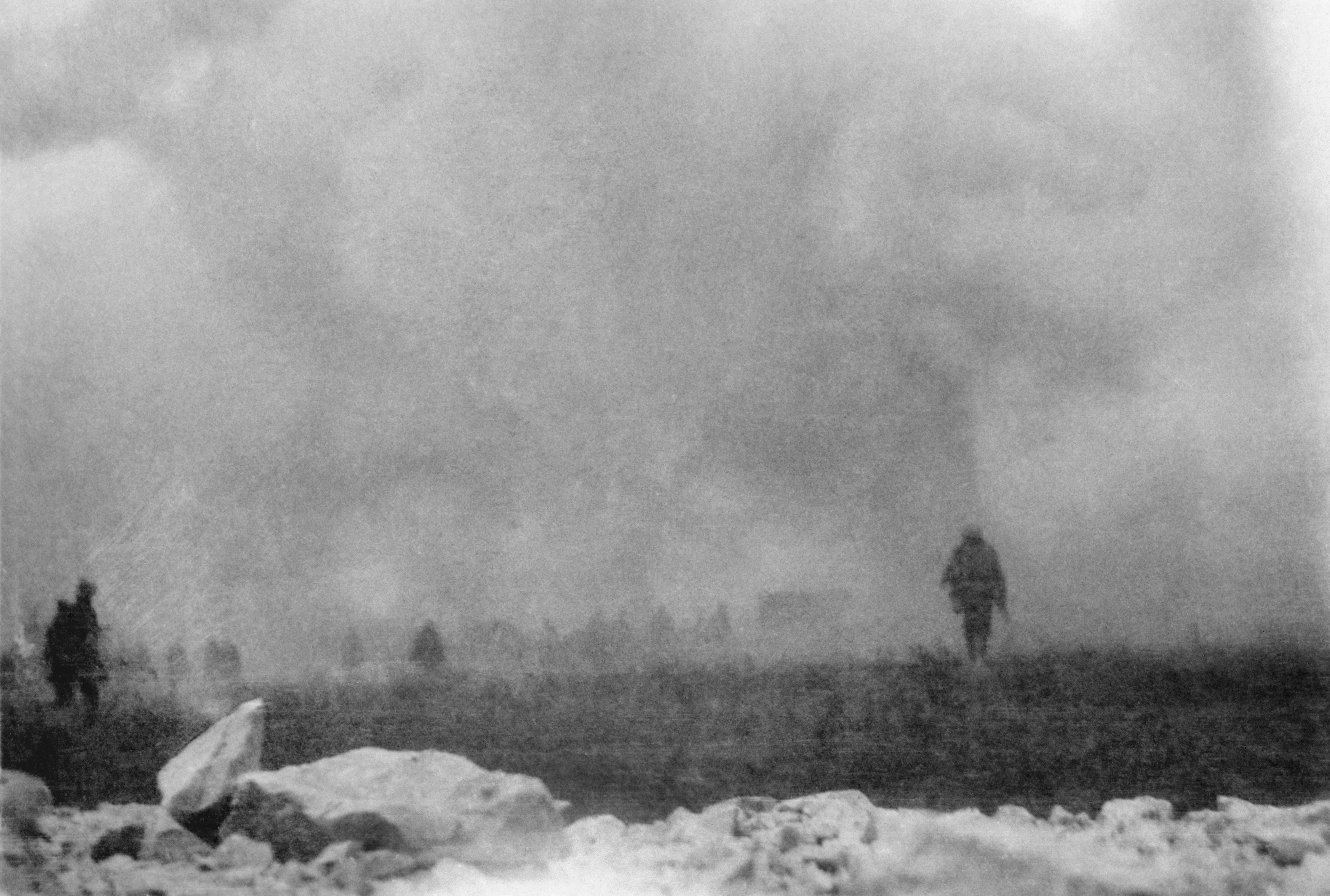
La infantería británica avanzando a través del gas en la Batalla de Loos, el 25 de septiembre de 1915.

Al final, el ejército británico abrazó el uso del gas con entusiasmo y organizó más ataques químicos que ningún otro contendiente. Esto se debió en parte a que los británicos pasaron más tiempo en la ofensiva durante los años finales. Además, los vientos predominantes en el Frente Occidental eran de poniente, lo que significaba que los británicos contaban con más frecuencia de condiciones favorables para liberar gas que los alemanes. El primer uso de gas por parte de los británicos fue en la Batalla de Loos, el 25 de septiembre de 1915, pero el intento resultó un desastre. El agente utilizado fue el cloro, con nombre en clave "Estrella Roja", (150 toneladas dispuestas en 5500 cilindros), dependiendo el ataque de un viento favorable. Sin embargo, el viento resultó inestable y el gas flotó en tierra de nadie, e incluso en algunos lugares, se desplazó hacia las trincheras británicas.

### 1915, gases más mortíferos
Las deficiencias del cloro quedaron superadas con la introducción del fosgeno, utilizado inicialmente por los franceses bajo la dirección del químico francés Victor Grignard en 1915. Poco después, los alemanes, bajo la dirección del químico alemán Fritz Haber, lo añadieron en pequeñas cantidades al cloro para aumentar la toxicidad de este.
El fosgeno era un agente letal muy potente, más mortífero que el cloro. Tenía una desventaja potencial: los síntomas derivados de la exposición al gas tardaban 24 horas o más en manifestarse, lo que hacía que las víctimas podían seguir combatiendo en un principio, pero significaba que las tropas aparentemente sanas, estarían incapacitadas por los efectos del gas al día siguiente.
A veces se utilizaba fosgeno solamente, por ser difícil de detectar, incoloro y con un olor comparable al "heno enmohecido". Sin embargo, es mucho más denso que el aire, y por eso solía mezclarse con un volumen igual de cloro, que con su menor densidad ayudaba a diseminarlo. Los aliados llamaban a esta combinación Estrella Blanca, por las marcas pintadas en las cápsulas que contenían la mezcla.
Durante el primer ataque de cloro/fosgeno combinado de los alemanes, lanzado contra las tropas británicas en Nieltje, cerca de Ypres, Bélgica, el 19 de diciembre de 1915, se liberaron 88 toneladas de gas envasadas en cilindros, causando 1069 bajas y 120 muertes. En enero de 1916, los británicos añadieron hexametilentetramina a la mezcla química del filtro de sus máscaras de gas como contramedida para el fosgeno.

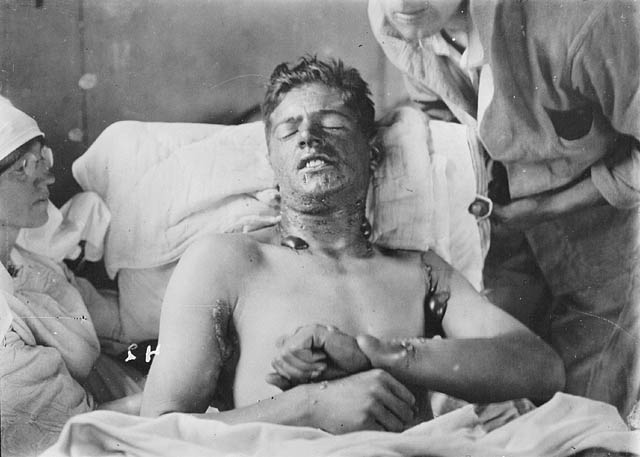
Un soldado con quemaduras por gas mostaza, ca. 1914-1918.

| Nación                | Producción (toneladas métricas) | Producción (toneladas métricas) | Producción (toneladas métricas) | Producción (toneladas métricas) |
| Nación                | Irritante                       | Lacrimógeno                     | Vesicante                       | Total                           |
| --------------------- | ------------------------------- | ------------------------------- | ------------------------------- | ------------------------------- |
| Alemania              | 55 880                          | 3050                            | 10 160                          | 69 090                          |
| Imperio austrohúngaro | 5080                            | 255                             | —                               | 5335                            |
| Estados Unidos        | 5590                            | 5                               | 175                             | 5770                            |
| Francia               | 34 540                          | 810                             | 2040                            | 37 390                          |
| Italia                | 4070                            | 205                             | —                               | 4275                            |
| Reino Unido           | 23 870                          | 1010                            | 520                             | 25 400                          |
| Rusia                 | 3550                            | 155                             | —                               | 3705                            |
| Total                 | 132 580                         | 5490                            | 12 895                          | 150 965                         |

### 1917, gas mostaza
El gas más infame y efectivo de la Primera Guerra Mundial fue el gas mostaza, un vesicante introducido por los alemanes en julio de 1917 antes de la Tercera Batalla de Ypres. Conocido por los británicos como HS (o Hun Stuff), el gas mostaza no pretendía ser un agente letal (aunque lo era en altas dosis), sino que estaba diseñado para acosar e incapacitar al enemigo y contaminar el campo de batalla. Se disparaba dentro de proyectiles de artillería, y era más pesado que el aire. Se posaba en el suelo en forma de un líquido parecido al jerez, y se evaporaba lentamente sin necesidad de luz solar.
La naturaleza contaminante del gas mostaza implicaba que no siempre era adecuado para apoyar un ataque, ya que la infantería de asalto quedaría expuesta al gas durante su avance. Cuando Alemania lanzó la Operación Michael el 21 de marzo de 1918, saturaron el saliente de Flesquières con gas mostaza en lugar de atacarlo directamente, en la creencia de que el efecto acosador del gas unido a las amenazas a los flancos del saliente, provocarían que la posición británica fuese insostenible.
El gas nunca volvió a tener un éxito tan dramático como el que tuvo el 22 de abril de 1915; sin embargo, se convirtió en un arma estándar que, combinada con la artillería convencional, se utilizaba para apoyar la mayoría de los ataques en las fases finales de la guerra. El Frente Occidental fue el escenario principal en el que se empleó el gas — el sistema de trincheras, estático y confinado, era ideal para lograr una concentración efectiva. Sin embargo, Alemania utilizó gas contra Rusia en el Frente Oriental, donde la falta de contra medidas efectivas daría como resultado la muerte de miles de soldados rusos; por su lado, los británicos experimentaron con gas en Palestina durante la Segunda Batalla de Gaza.

### Posguerra
Al final de la guerra, las armas químicas habían perdido gran parte de su efectividad contra las tropas bien entrenadas y equipadas. En aquel momento, una cuarta parte de los proyectiles de artillería que se disparaban contenían armas químicas, pero solo causaban un 3 % de las bajas.
No obstante, durante los siguientes años varios países utilizaron armas químicas en distintas guerras, principalmente coloniales, donde contaban con ventajas en equipamiento sobre la otra. Los británicos usaron adamsita contra las tropas revolucionarias rusas en 1919 y gas mostaza contra los insurgentes iraquíes en los años 20; España utilizó armas químicas en la guerra del Rif a lo largo de los años 20 e Italia utilizó gas mostaza en Libia en 1930 y también durante su invasión de Etiopía en 1935 y 1936. Japón usó gas contra China en 1941.
En 1925, un señor de la guerra chino, Zhang Zuolin, contrató a una empresa alemana para que le construyera una fábrica de gas mostaza en Shengyang, que fue terminada en 1927.
La opinión pública se opuso en aquel entonces al uso de tales armas, lo que condujo al Protocolo de Ginebra, un tratado que prohibía el uso (pero no la acumulación) de armas bacteriológicas o de gas letal, que fue firmado en 1925 por la mayoría de los contendientes de la Primera Guerra Mundial. La mayoría de los países que firmaron lo ratificaron unos cinco años después, aunque algunos tardaron mucho más. Brasil, Japón, Uruguay y Estados Unidos no lo hicieron hasta los años 70, y Nicaragua no lo ratificó hasta 1990.
Sin embargo, el uso de gas mostaza y gas nervioso por parte de Irak durante la guerra Irán-Irak mató a unos 20 000 soldados iraníes (y lesionó a otros 80 000), aproximadamente una cuarta parte del número de muertes causadas por armas químicas durante la Primera Guerra Mundial.
El gas mostaza fue el agente favorito de varias naciones: el Reino Unido acumuló 40 719 toneladas, Rusia 77 400 toneladas, Estados Unidos más de 87 000 toneladas y Alemania 27 597 toneladas.
El gas mostaza con el que los británicos esperaban repeler una invasión del Reino Unido en 1940 nunca llegó a ser necesario y el miedo de que los aliados también tuvieran agentes nerviosos evitó que Alemania los utilizara. No obstante, la tecnología del gas venenoso jugó un papel importante en el Holocausto.
Aunque se han utilizado armas químicas al menos una docena de veces tras el final de la Primera Guerra Mundial, nunca se han vuelto a aplicar a gran escala.

## Bajas

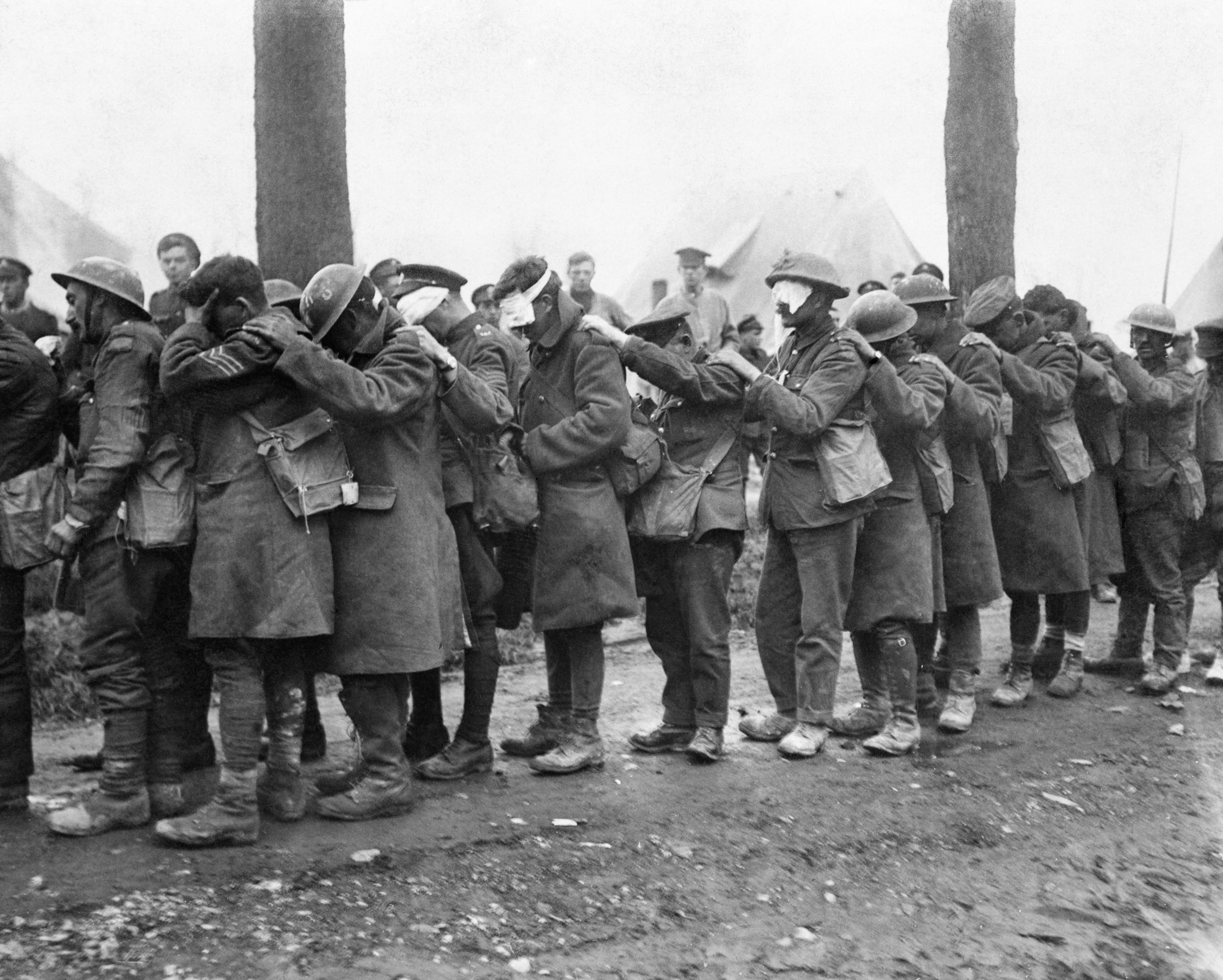
Tropas de la 55 División Británica (West Lancashire) cegadas por gas lacrimógeno durante la Batalla de Lys, el 10 de abril de 1918.

La contribución de las armas de gas al número total de bajas fue relativamente minoritaria. Las estadísticas británicas, mantenidas con precisión desde 1916, registran que solo el 3 % de las bajas por gas fueron letales, el 2 % supusieron una invalidez permanente y el 70 % se recuperaron completamente para el servicio en menos de seis semanas. Todas las bajas por gas quedaban mentalmente afectadas tras la exposición, y el gas continuó siendo uno de los mayores miedos del soldado de primera línea.

Se comentaba como chiste que si alguien gritaba 'Gas', todos en Francia se ponían una máscara. ... El gas shock era tan frecuente como el shell shock.
H. Allen, Towards the Flame, 1934

¡Gas! ¡GAS! ¡Rápido, muchachos! - Un éxtasis de gente tanteando,
Poniéndose los toscos cascos justo a tiempo;
Pero todavía hay alguien gritando y tropezando,
Y revolviéndose como un hombre en llamas o cal viva...
Turbiamente, a través de los cristales empañados y la luz verde espesada,
Como bajo un verde mar, le vi ahogándose.
En todos mis sueños, ante mi impotente mirada,
Se hunde ante mí, atragantándose, asfixiándose, ahogándose.
(Wilfred Owen, "Dulce Et Decorum Est", 1917)
Original:
Gas! GAS! Quick, boys! - An ecstasy of fumbling,
Fitting the clumsy helmets just in time;
But someone still was yelling out and stumbling,
And flound'ring like a man in fire or lime...
Dim, through the misty panes and thick green light,
As under a green sea, I saw him drowning.
In all my dreams, before my helpless sight,
He plunges at me, guttering, choking, drowning.
(Wilfred Owen, "Dulce Et Decorum Est", 1917)
La muerte por gas era especialmente terrible. De acuerdo con Denis Winter (Death's Men, 1978), una dosis letal de fosgeno producía al final una "respiración entrecortada y náuseas, el pulso hasta 120, una tez cenicienta y la secreción de cuatro pintas (2 litros) de líquido amarillo de los pulmones cada hora, de las 48 que duran los espasmos de ahogamiento".

Gassed, por John Singer Sargent (1918).

Un destino típico de los expuestos al gas era la ceguera, de los que eran principal causa el gas lacrimógeno y el gas mostaza. Era un espectáculo frecuente ver líneas de soldados cegados, con la mano sobre el hombro del hombre que lo precedía, guiados por un vidente hasta la enfermería. Uno de los cuadros más famosos sobre la Primera Guerra Mundial, Gassed de John Singer Sargent, captura una de las escenas de bajas por gas mostaza que presenció en una enfermería de Le Bac-du-Sud, cerca de Arrás, en julio de 1918.
| Nación                | Bajas por gas (estimadas) | Bajas por gas (estimadas) |
| Nación                | Letales                   | No letales                |
| --------------------- | ------------------------- | ------------------------- |
| Rusia                 | 50 000                    | 400 000                   |
| Alemania              | 10 000                    | 190 000                   |
| Francia               | 8000                      | 182 000                   |
| Reino Unido           | 8000                      | 181 000                   |
| Imperio austrohúngaro | 3000                      | 97 000                    |
| EE. UU.               | 1500                      | 71 500                    |
| Italia                | 4500                      | 55 000                    |
| Total                 | 85 000                    | 1 176 500                 |

El gas mostaza causó la mayor parte de las bajas en el Frente Occidental, a pesar de que produjo menos cantidad que otros gases irritantes como el cloro y el fosgeno. La proporción de muertes por gas mostaza sobre el total de bajas fue baja; solo murieron el 2 % de las bajas, y muchas de ellas sucumbieron por infecciones secundarias más que por el propio gas. Una vez introducido en Ypres, el gas mostaza produjo el 90 % de las bajas por gas británicas, y el 14 % del total de bajas.
El gas mostaza era una fuente de extremo terror. En The Anatomy of Courage (1945), Lord Moran, que había sido un oficial médico durante la guerra, escribía: "Después de julio de 1917, el gas usurpó en parte el papel de los explosivos en darle a la mente una incapacidad natural para la guerra. Los hombres gaseados eran una expresión de la fatiga de trinchera, una amenaza cuando la humanidad de la nación ya había sido purgada".
No hacía falta inhalar gas mostaza para que este fuera efectivo — cualquier contacto con la piel era suficiente. La exposición a una concentración de 0,1 ppm era suficiente para causar grandes ampollas. Concentraciones superiores podían quemar la piel hasta el hueso. Era particularmente efectivo con los tejidos blandos de la cara y los genitales. Una exposición típica producía inflamación de la conjuntiva y los párpados de la víctima, forzándola a cerrarlos y dejándola temporalmente ciega. Cuando contactaba con la piel, aparecían inmediatamente manchas rojas y húmedas, que tras 24 horas se convertían en ampollas. Otros síntomas incluían un dolor de cabeza intenso, temperatura y pulso elevados y neumonía.
La muerte por gas mostaza, cuando se daba, era terrible. Un informe post mortem de los historiales médicos oficiales británicos registra una de las primeras bajas británicas:
Caso cuatro. 39 años de edad. Gaseado el 29 de julio de 1917. Admitido en el hospital de campaña el mismo día. Muerte unos diez días después. Pigmentación pardusca presente en grandes áreas del cuerpo. Un anillo blanco de piel en el lugar donde estaba el reloj de pulsera. Marcadas quemaduras superficiales en cara y escroto. Laringe muy congestionada. Toda la tráquea cubierta de una membrana amarilla. Bronquios contienen abundante gas. Pulmones muy voluminosos. Pulmón derecho muestra gran colapso en la base. Hígado congestionado y graso. Estómago muestra numerosas hemorragias submucosas. Sustancia cerebral excesivamente húmeda y muy congestionada.
Una enfermera británica que trataba casos de gas mostaza registró:
"No se les puede vendar ni tocar. Los cubrimos con una tienda hecha de sábanas colgadas. Las quemaduras por gas deben de ser atroces, porque los demás casos no suelen quejarse, incluso con las peores heridas, pero los casos de gas superan invariablemente su capacidad de resistencia y no pueden evitar gritar."
| Fecha                              | Agente       | Bajas (oficialmente) | Bajas (oficialmente) |
| Fecha                              | Agente       | Letales              | No letales           |
| ---------------------------------- | ------------ | -------------------- | -------------------- |
| Abril – mayo de 1915               | Cloro        | 350                  | 7000                 |
| Mayo de 1915 – junio de 1916       | Lacrimógenos | 0                    | 0                    |
| Diciembre de 1915 – agosto de 1916 | Cloro        | 1013                 | 4207                 |
| Julio de 1916 – julio de 1917      | Varios       | 532                  | 8806                 |
| Julio de 1917 – noviembre de 1918  | Gas mostaza  | 4086                 | 160 526              |
| Abril de 1915 – noviembre de 1918  | Total        | 5981                 | 180 539              |

Muchos de los que sobrevivieron a un ataque de gas quedaron marcados de por vida. Las enfermedades respiratorias y los problemas de vista eran afecciones típicas de la posguerra. De las bajas canadienses que, sin ninguna protección efectiva, resistieron a los primeros ataques con cloro durante la Segunda Batalla de Ypres, el 60 % tuvo que ser repatriada y la mitad de ellas seguían incapacitadas al final de la guerra, unos tres años después.
Al leer las estadísticas de la época, hay que pensar a largo plazo. Muchos de los que poco después constaron como aptos para el servicio tenían tejido cicatrizal en sus pulmones. Este tejido era susceptible a una infección de tuberculosis. Fue por esto que muchas de las bajas de 1918 murieron durante la época de la Segunda Guerra Mundial, poco antes de que se generalizaran los tratamientos con sulfamida.

## Contramedidas

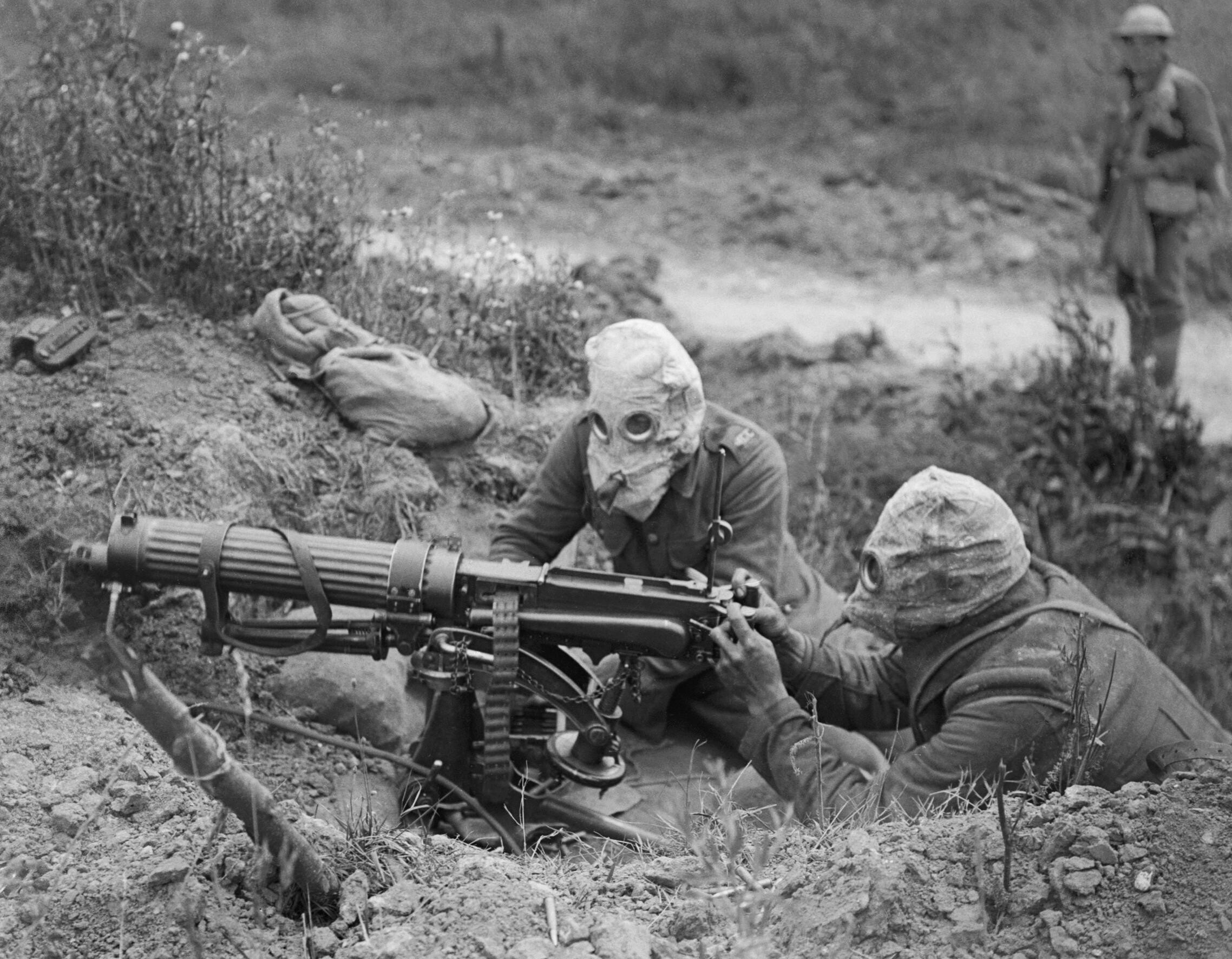
Soldados británicos provistos de cascos antigás PH con tubos de respiración, disparando una ametralladora Vickers.

Ninguno de los contendientes de la Primera Guerra Mundial estaba preparado para la introducción de gas venenoso como arma. Una vez que apareció el gas, comenzó el desarrollo de protecciones contra él, y el proceso continuó durante buena parte de la guerra, produciendo una serie de máscaras antigás cada vez más efectivas.
Incluso en la Segunda Batalla de Ypres, el ejército alemán, que todavía no estaba seguro de la efectividad del arma, solo distribuyó máscaras de respiración a los ingenieros que trabajan con el gas. En Ypres, un oficial médico canadiense, que también era químico, identificó rápidamente el gas como cloro y recomendó que las tropas orinasen sobre un trozo de tela y se taparan la boca y nariz con él. La teoría era que el ácido úrico cristalizaría al cloro. El primer equipo oficial que se distribuyó era igualmente primitivo; el respirador Velo Negro, una almohadilla impregnada con un producto químico y atada sobre la parte inferior de la cara. Para proteger los ojos del gas lacrimógeno, los soldados fueron equipados con gafas protectoras.

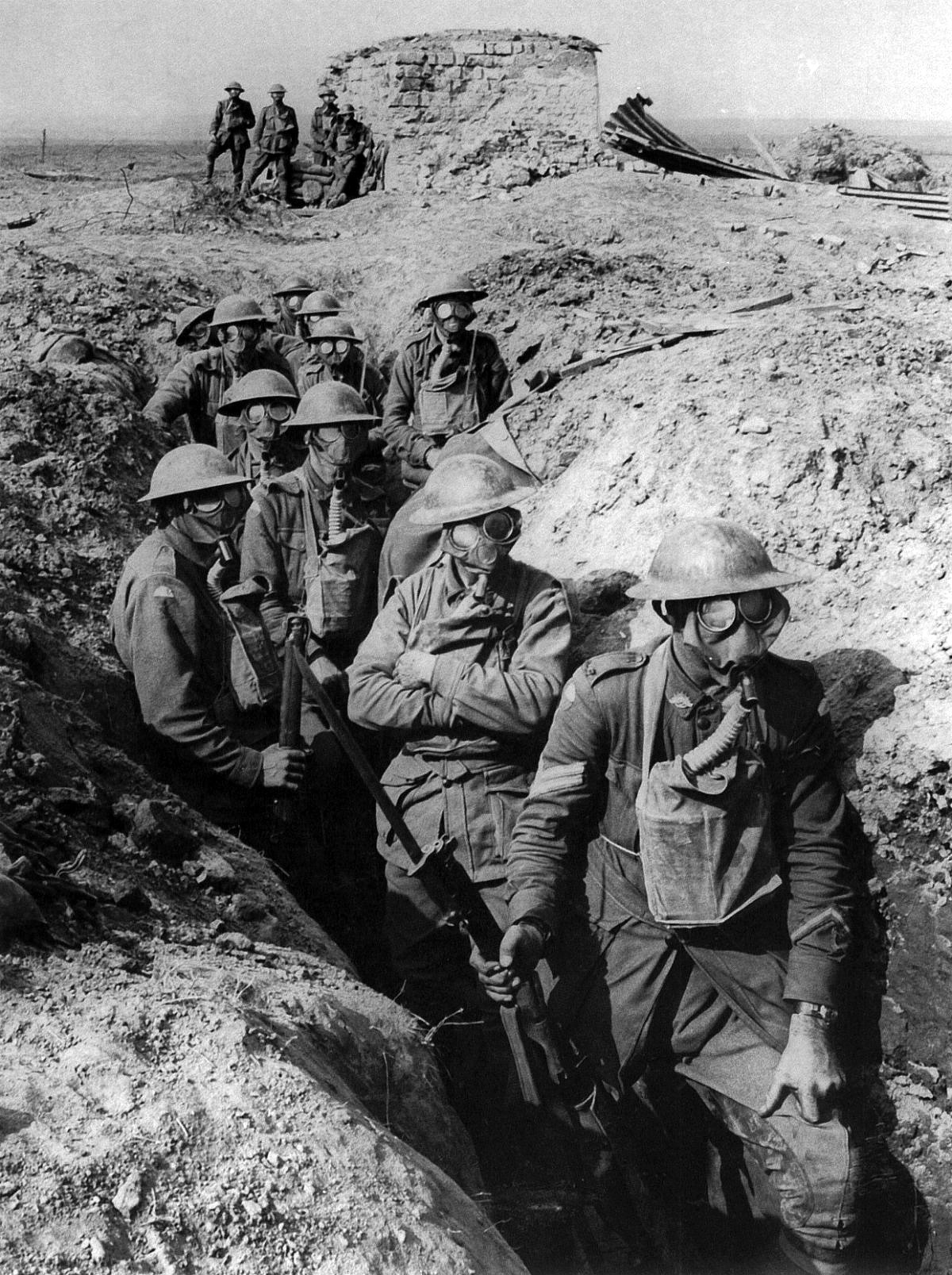
Infantería australiana con Small Box Respirators en Ypres, septiembre de 1917.

El siguiente avance fue la introducción del casco antigás — básicamente una bolsa sobre la cabeza. El tejido de la bolsa se impregnaba con un producto químico para neutralizar el gas — pero cuando llovía, el producto químico se mojaba y caía en los ojos del soldado. Las piezas oculares, propensas a empañarse, estaban hechas inicialmente de mica. Al entrar en combate, normalmente los cascos antigás solían llevarse enrollados sobre la cabeza, y se desenrollaban y apretaban en el cuello cuando se daba alarma de gas. La primera versión británica fue el casco Hypo, cuyo tejido se empapaba con tiosulfato de sodio (conocido popularmente como "hipo"). El casco antigás P británico, parcialmente efectivo contra el fosgeno que portaba toda la infantería en Loos, estaba impregnado con fenato hexamina. Se le añadió una boquilla de respiración para evitar la acumulación de dióxido de carbono. El ayudante del Batallón 1/23, el Regimiento de Londres, recordaba así su experiencia con el casco P en Loos:
"Las gafas protectoras se empañaban rápidamente, y el aire entraba en cantidades tan sofocantemente pequeñas que demandaba un continuo ejercicio de fuerza de voluntad por parte de los portadores."
En enero de 1916 se distribuyó una versión modificada del casco P, el casco PH, impregnado adicionalmente con hexametilentetramina para mejorar la protección contra el fosgeno.
Los respiradores con caja autocontenidos representaron la culminación en el desarrollo de máscaras antigás durante la Primera Guerra Mundial. Los respiradores con caja utilizaban un diseño de dos piezas; una boquilla conectada mediante un tubo a una caja que hacía de filtro. La caja contenía gránulos de productos químicos que neutralizaban el gas, devolviendo aire limpio al portador. Al separar el filtro de la máscara se consiguió proporcionar un filtrado aparatoso pero efectivo. No obstante, la primera versión, conocida como "Large Box Respirator" (LBR, respirador de caja grande) o "Harrison's Tower", fue considerada como demasiado voluminosa — ya que era necesario cargar con la caja en la espalda. El LBR no tenía máscara, solo una boquilla y una pinza para la nariz; era necesario llevar unas gafas por separado. Siguió distribuyéndose entre los servidores de artillería, pero la infantería recibió el "Small Box Respirator" (SBR, respirador de caja pequeña).
El SBR proporcionaba una máscara de una sola pieza, bien ajustada y de goma que traía piezas oculares. La caja de filtrado era compacta y se podía llevar colgada del cuello. EL SBR se podía actualizar fácilmente al ir desarrollándose tecnologías de filtrado más efectivas. El SBR diseñado por los británicos también fue adoptado por la Fuerza Expedicionaria Estadounidense. El SBR era la posesión más preciada del soldado ordinario; cuando los británicos se vieron forzados a retirarse durante la Ofensiva de primavera alemana de 1918, se vio que aunque algunos soldados habían abandonado sus fusiles, casi ninguno había dejado atrás su respirador.
No solo los humanos necesitaban protección contra el gas; los caballos y las mulas, que eran los medios de transporte principales, también eran vulnerables al gas y necesitaban protección. Como nunca se utilizaban animales cerca del frente, la protección contra el gas solo se hizo necesaria cuando se adoptó la práctica de disparar proyectiles con gas a las zonas de retaguardia.

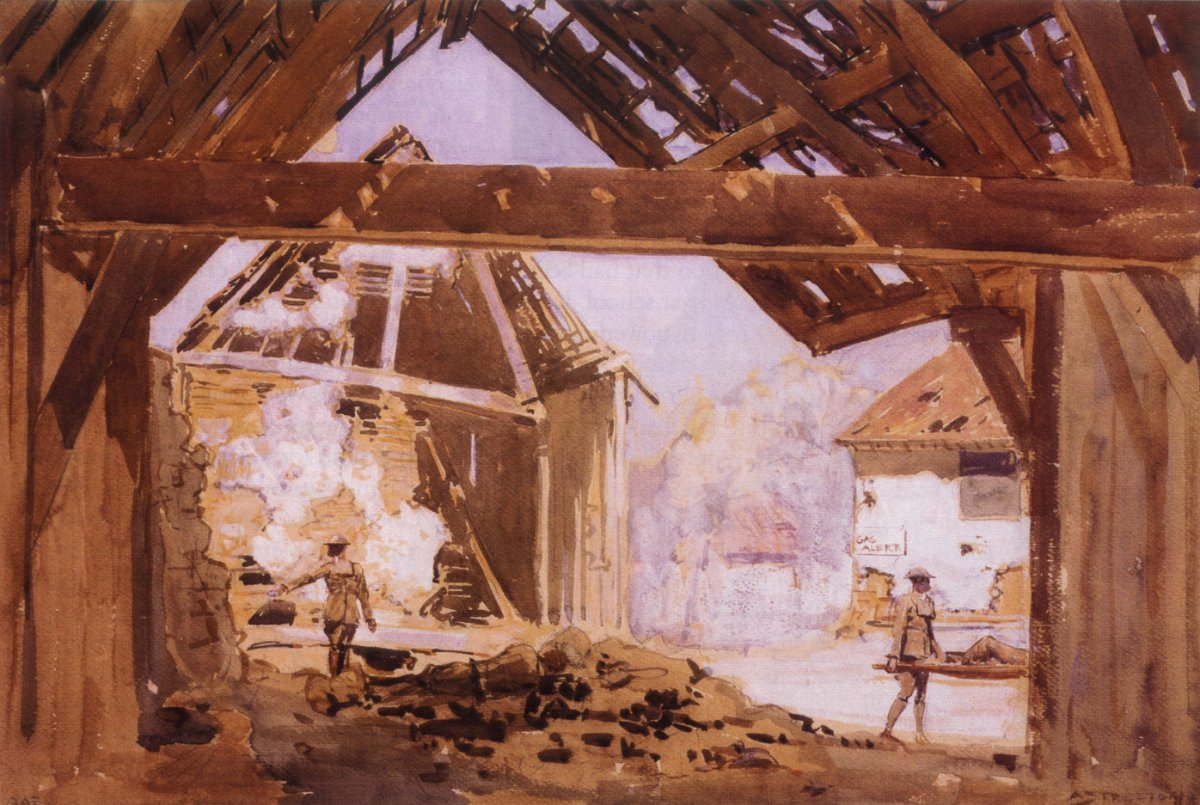
Alerta de gas, por Arthur Streeton, 1918.

Para el gas mostaza, que no tenía que ser inhalado para provocar bajas, no se halló ninguna contramedida efectiva durante la guerra. Los regimientos escoceses de Highland, vestidos con kilts, eran especialmente vulnerables a las lesiones por gas mostaza debido a que llevaban las piernas al aire. En Nieuwpoort, algunos batallones escoceses decidieron llevar mallas de mujer debajo del kilt como protección.
Se dice que los soldados canadienses habían encontrado una forma de minimizar los efectos del gas mostaza. Como el gas llegaba a los soldados con el viento que soplaba hacia ellos, comprendieron que minimizarían la exposición al gas si, en lugar de huir de él, corrían a través de él. Los franceses, por el contrario, cuando recibían un ataque de gas, huían, y por tanto estaban más tiempo rodeados de gas y sufrían mayor número de bajas.

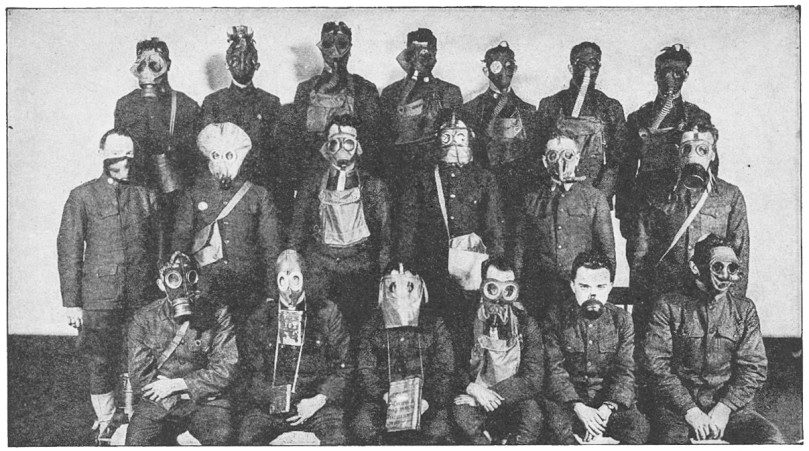
Varios modelos de máscaras antigás empleadas en el Frente Occidental durante la guerra.

El procedimiento de alerta de gas se convirtió en una rutina para el soldado del frente. Para alertar de un ataque de gas, se hacía sonar una campana, a menudo hecha con vainas usadas de proyectiles de artillería. En las ruidosas baterías de cañones de asedio se utilizaban bocinas de aire comprimido, que se podían oír a 15 kilómetros de distancia. Se pegaban carteles en todos los accesos a una zona afectada, avisando a la gente para que tomara precauciones.
Otros intentos británicos de contramedida no fueron tan efectivos. Un plan inicial consistía en utilizar 100 000 ventiladores para dispersar el gas. Se intentó quemar carbón o moissanita. Se propuso equipar a los centinelas del frente con cascos de escafandra para bombearles aire por un tubo desde una distancia de 30 metros.
Sin embargo, la efectividad de todas las contramedidas es aparente. En 1915, cuando el gas venenoso era relativamente nuevo, menos de un 3 % de las bajas por gas británicas murieron. En 1916, la proporción de muertes subió hasta el 17 %. En 1918, el número volvió al 3 %, aunque el número total de bajas por gas británicas era entonces nueve veces superior a los niveles de 1915.

## Sistemas de liberación

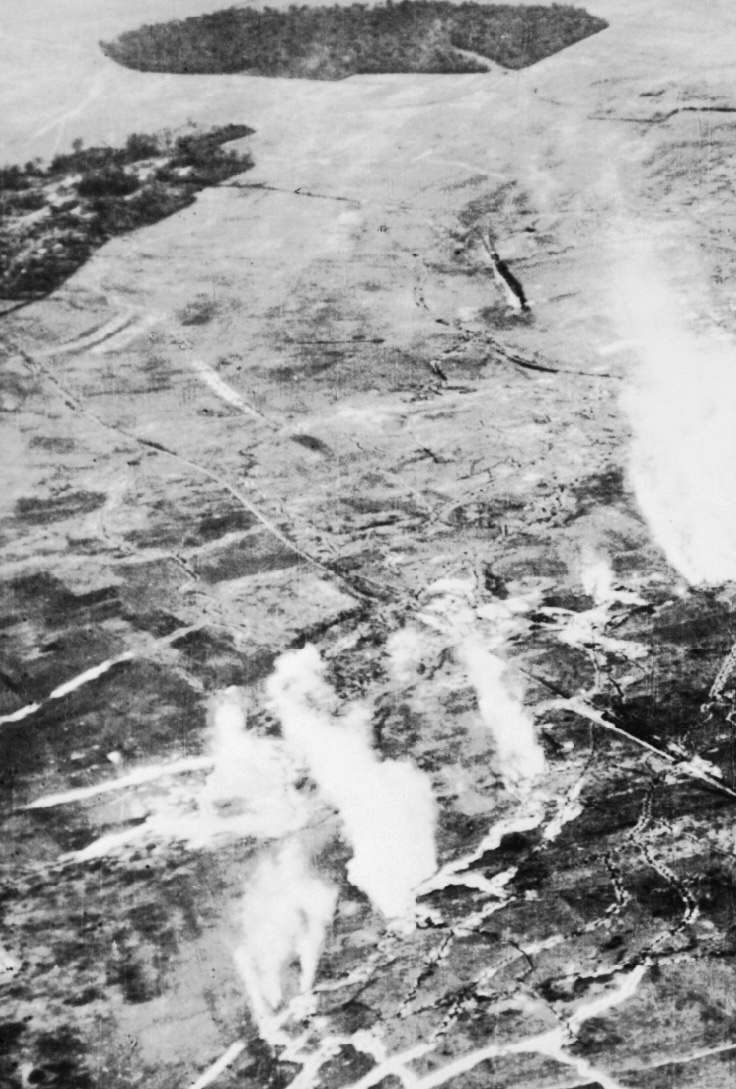
Lanzamiento de un cilindro británico en Montauban, en la Somme, en junio de 1916, como parte de la preparación de la Batalla del Somme.

El primer sistema utilizado para liberar gas masivamente consistió en hacerlo desde cilindros aprovechando los vientos favorables para que el gas se desplazara hasta las trincheras enemigas. La ventaja principal de este método era su relativa sencillez y que, bajo las condiciones atmosféricas adecuadas, producía una nube concentrada capaz de vencer las defensas basadas en máscaras de gas. Las desventajas del lanzamiento de cilindros eran numerosas. En primer lugar, la liberación estaba a merced del viento. Si el viento era inestable, como en el caso de Loos, el gas podía desplazarse hacia las trincheras propias, causando bajas entre los suyos. Las nubes de gas servían bien de aviso, dando tiempo al enemigo para protegerse, aunque muchos soldados se aterrorizaban ante la visión de una nube de gas acercándose. Por lo demás, las nubes de gas tenían poca penetración y solo eran capaces de afectar a las trincheras del frente antes de disiparse.
Finalmente, era necesario depositar los cilindros justo enfrente del sistema de trincheras, para que el gas se liberara directamente sobre tierra de nadie. Esto suponía que los cilindros se tenían que trasladar a mano a través de las trincheras de comunicación, a menudo obstruidas y anegadas, y almacenarlos en el frente, donde siempre existía el riesgo de que los cilindros se abrieran prematuramente durante un bombardeo. Un cilindro dañado que perdía gas podía producir una espiral de humo reveladora que, en caso de ser reconocida, atraía con seguridad el fuego de la artillería.

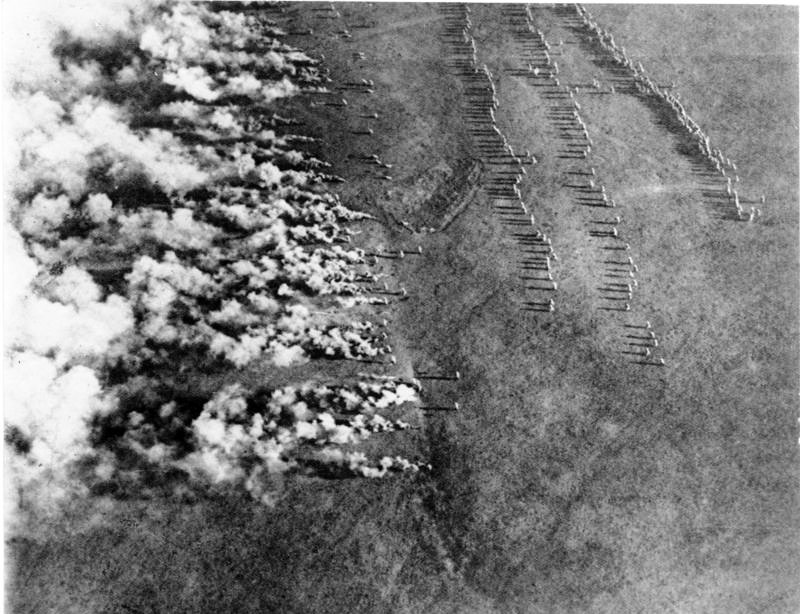
Ataque de gas alemán en el frente oriental.

Un cilindro de cloro británico, conocido como "oojah", pesaba 86 kg, de los que solo 27 kg eran gas cloro, y hacían falta dos hombres para transportarlo. El gas fosgeno fue introducido posteriormente en un cilindro conocido como "mouse", que solo pesaba 23 kg.
El lanzamiento de gas con proyectiles de artillería superó muchos de los riesgos de manejar cilindros de gas. Por ejemplo, los alemanes utilizaron proyectiles de 5,9 pulgadas. Los proyectiles de gas eran independientes del viento y aumentaron el área de efectividad del gas, haciendo vulnerable a cualquier zona al alcance de los cañones. Los proyectiles de gas se podían lanzar sin aviso, especialmente en el caso del fosgeno, transparente y casi inodoro — hay numerosos relatos sobre los proyectiles de gas, que caían con un ruido sordo en lugar de explotar, que inicialmente se ignoraban pensando que eran proyectiles de alto poder explosivo o de fragmentación defectuosos, dando así tiempo al gas para hacer su trabajo antes de que los soldados tomasen precauciones.

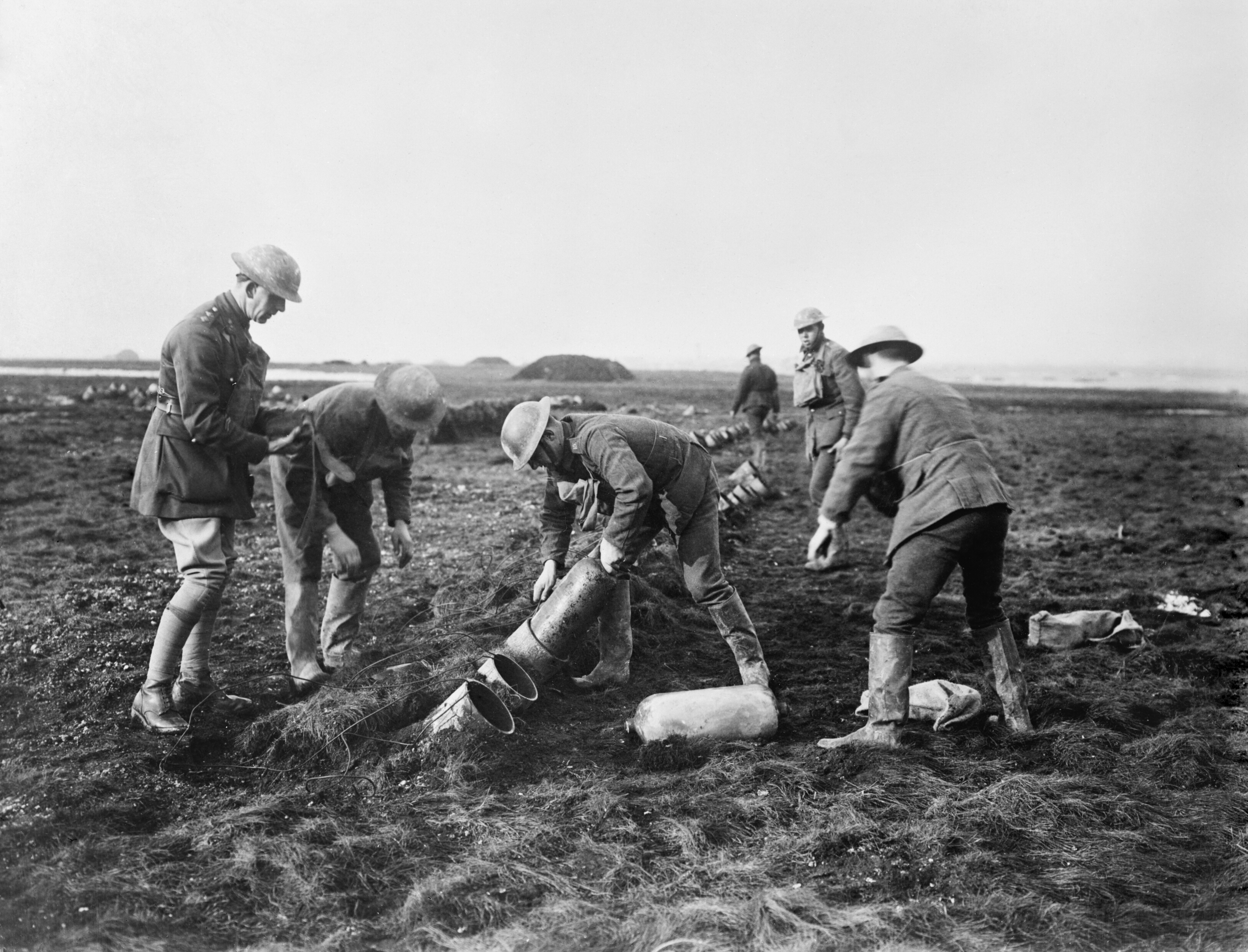
Cargando una batería de lanzadores de gas Livens.

El principal defecto asociado al lanzamiento de gas con artillería era la dificultad de lograr una concentración letal. Los proyectiles tenían una carga de gas pequeña, y era necesario saturar con bombardeos una zona dada para producir una nube de gas similar a la producida con liberación de cilindros. Sin embargo, el gas mostaza no necesitaba formar una nube concentrada y por tanto el vehículo ideal para este veneno era la artillería.
La solución para conseguir una concentración mortal sin necesidad de cilindros fue el "lanzador de gas", esencialmente un mortero de gran calibre que disparaba cilindros enteros. El lanzador Livens británico (inventado por el Capitán W.H. Livens en 1917) era un dispositivo sencillo; un tubo de 8 pulgadas de diámetro clavado en el suelo con un cierto ángulo y una carga propulsora que se detonaba con una descarga eléctrica, disparando el cilindro con 14 o 18 kg de gas hasta una distancia de 1900 metros. Colocando una batería de lanzadores y disparándolos simultáneamente se podía conseguir una densa concentración de gas. El Livens se utilizó por primera vez en Arrás el 4 de abril de 1917. El 31 de marzo de 1918, los británicos llevaron a cabo su mayor "disparo de gas", lanzando 3728 cilindros en Lens.

## Proyectiles sin explotar

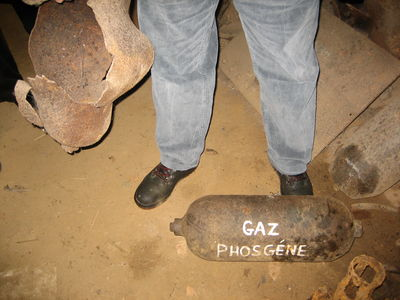
Cilindro de fosgeno de un lanzador Livens, desenterrado en el Somme en 2006.

La munición artillera de la Primera Guerra Mundial que quedó sin detonar —incluyendo la munición química— fue un gran problema tras la guerra (y lo sigue siendo) en las zonas que fueron campos de batalla. Por ejemplo, los agricultores pueden desenterrar proyectiles al arar sus campos (la llamada cosecha de hierro). Es también importante el continuo descubrimiento de proyectiles durante trabajos de construcción o de obras públicas. Aunque los proyectiles clásicos conllevan un riesgo de explosión, su desactivación es relativamente sencilla. No es el caso de los proyectiles químicos.
Una dificultad añadida es la estricta legislación medioambiental. Anteriormente, un método común de deshacerse de la munición química sin explotar era detonarla o hundirla en el mar; hoy en día esto está prohibido en la mayoría de los países.
Los problemas son especialmente graves en algunas regiones del norte de Francia. El gobierno francés ya no arroja armas químicas al mar. Por esta razón, se han acumulado muchísimas armas químicas sin tratar. En 2001 se hizo evidente que el depósito almacenado en Vimy no era seguro; los habitantes del pueblo vecino fueron evacuados, y el depósito trasladado, utilizando camiones refrigerados, bajo estricta vigilancia, a un campamento militar en Suippes. El gobierno francés anunció la construcción de una planta automática para el desmantelamiento de la munición química heredada de guerras pasadas; esta fábrica, de nombre SECOIA, estará en operaciones a fines del 2015 o comienzos de 2016.
Se pretende que la capacidad de la planta sea de 25 toneladas por año (extensibles a 80 toneladas por año inicialmente), con un tiempo de vida de 30 años.
En Bélgica se proyectó una planta similar en 1993 que entró en servicio en 1999, dos años más tarde de lo previsto, lo que indica las dificultades que hay para eliminar estos residuos. Alemania también tiene que tratar la munición sin explotar y las tierras contaminadas por la explosión de un tren de municiones en 1919.

## Gases utilizados
| Nombre                                          | Primer uso | Tipo                                                  | Usado por |
| ----------------------------------------------- | ---------- | ----------------------------------------------------- | --------- |
| Cloro                                           | 1915       | Irritante/Pulmones                                    | Ambos     |
| Fosgeno                                         | 1915       | Irritante/Membranas mucosas y piel, corrosivo, tóxico | Ambos     |
| Cloroformiato de clorometilo                    | 1915       | Irritante/Ojos, piel, pulmones                        | Ambos     |
| Difosgeno (Cloroformiato de triclorometilo)     | 1916       | Irritante severo, causa quemaduras                    | Ambos     |
| Cloropicrina                                    | 1916       | Irritante, lacrimógeno, tóxico                        | Ambos     |
| Cloruro estánnico (Tetracloruro de estaño)      | 1916       | Irritante severo, causa quemaduras                    | A         |
| a-clorotolueno (Cloruro de bencilo)             | 1917       | Irritante, lacrimógeno                                | C         |
| Éter bis (clorometílico) (éter diclorometílico) | 1918       | Irritante, puede nublar la visión                     | C         |
| Difenilcloroarsina                              | 1917       | Irritante/Estornutatorio                              | C         |
| Etildicloroarsina                               | 1918       | Vesicante                                             | C         |
| N-Etilcarbazol                                  | 1918       | Irritante                                             | C         |
| Bromuro de bencilo                              | 1915       | Lacrimógeno                                           | C         |
| Bromuro de xililo                               | 1914       | Lacrimógeno, tóxico                                   | Ambos     |
| Clorosulfonato de metilo                        | 1915       |                                                       | C         |
| Iodoacetato de etilo                            | 1916       | Lacrimógeno                                           | A         |
| Bromoacetona                                    | 1916       | Lacrimógeno, irritante                                | Ambos     |
| Bromometil etil cetona                          | 1916       | Irritante/Piel, ojos                                  | C         |
| Acroleína                                       | 1916       | Lacrimógeno, tóxico                                   | A         |
| Ácido hidrociánico (ácido prúsico)              | 1916       | Paralizante                                           | A         |
| Sulfuro de hidrógeno (hidrógeno sulfurado)      | 1916       | Irritante, tóxico                                     | A         |
| Gas mostaza (sulfuro de bis(2-cloroetilo))      | 1917       | Vesicante                                             | Ambos     |

## Efecto en la Segunda Guerra Mundial
Con el Protocolo sobre el Gas de la Tercera Convención de Ginebra, firmado en 1925, las naciones firmantes acordaron no utilizar gas venenoso en el futuro, declarando que "el uso en guerra de gases asfixiantes, venenosos o de otro tipo, y de todos los líquidos, materiales o dispositivos análogos, han sido justamente condenados por la opinión pública del mundo civilizado".
Aunque todos los contendientes principales acumularon armas químicas antes y durante la Segunda Guerra Mundial, las únicas noticias de su uso en este conflicto son el uso por parte de Japón de cantidades relativamente pequeñas de gas mostaza y lewisita en China, y casos muy raros en Europa (por ejemplo, se lanzaron algunas bombas de sulfuro de mostaza sobre Varsovia el 3 de septiembre de 1939, algo que reconoció Alemania en 1942, aunque afirmó que fue por error).
No obstante, se tomaron precauciones durante la Segunda Guerra Mundial. En los países del Eje y de los Aliados se les enseñó a los escolares a llevar máscaras antigás en caso de un ataque de gas. Alemania desarrolló los gases venenosos tabun, sarin y soman durante la guerra, y utilizó Zyklon B en los campos de exterminio nazis. Ni Alemania ni las naciones aliadas utilizaron ninguno de sus gases de guerra en combate, posiblemente atendiendo a las advertencias de severas represalias.